# 수림문학상
수림문학상은 연합뉴스와 수림문화재단이 공동운영하는 대한민국의 문학상으로 2013년 제정되었다. 수림문화재단은 중앙대학교 이사장을 지낸 재일교포 사업가 김희수(1924~2012)가 2009년 설립한 문화재단이다.
신인작가의 미발표 순수문학분야 장편소설을 대상으로 하고 상금은 5,000만 원(당선작이 없을 때는 가작에 2,500만 원)이고, 당선작은 단행본으로 출간된다.
수림문학상 연합뉴스 페이지 https://www.yna.co.kr/soorim/index

## 역대 수상 작품
| 제1회 | 2013년 | 최홍훈            | 《훌리건 K》             |       |        |      |                             |        |        |        |                   |        |        |        |                                                                          |
| 제2회 | 2014년 | 장강명            | 《열광금지, 에바로드》   |       |        |      |                             |        |        |        |                   |        |        |        |                                                                          |
| 제3회 | 2015년 | 당선작, 가작 없음 | 당선작, 가작 없음        |       |        |      |                             |        |        |        |                   |        |        |        |                                                                          |
| 제4회 | 2016년 | 김혜나            | 《나의 골드스타 전화기》 |       |        |      |                             |        |        |        |                   |        |        |        |                                                                          |
| 제5회 | 2017년 | 이진              | 《기타 부기 셔플》       |       |        |      |                             |        |        |        |                   |        |        |        |                                                                          |
| 제6회 | 2018년 | 김의경            | 《콜센터》               |       |        |      |                             |        |        |        |                   |        |        |        |                                                                          |
| 제7회 | 2019년 | 최영              | 《로메리고 주식회사》    |       |        |      |                             |        |        |        |                   |        |        |        |                                                                          |
| 제8회 | 2020년 | 김범정            | 《버드 캐칭》            | 제9회 | 2021년 | 지영 | 《사라지는, 사라지지 않는》 | 제10회 | 2022년 | 이정연 | 《속도의 안내자》 | 제11회 | 2023년 | 김하율 | 《이별이 마음에 들어》 - 수림문화재단 - 연합뉴스 - 연합뉴스 : 수림문학상 |